# Провулок Христини Алчевської
Провулок Христини Алчевської — провулок у Дарницькому районі міста Київ, у місцевості Бортничі. Пролягає від вулиці Варвари Маслюченко до вулиці Святищенської.

## Історія
Провулок виник у другій половині XX століття, офіційна назва зафіксована у 2010-х роках. Названий на честь першої жінки-космонавта Валентини Терешкової.
8 вересня 2022 року депутатами Київради проголосовано рішення про перейменування провулку на честь Христини Алчевської.